# Аланус, Георг
Георг Христофор Аланус (фин. Georg(ius) Christophori Alanus, 12 февраля 1609, Йомала, Аландские острова — 15 июля 1664, Або) — профессор шведской Королевской академии Або (сейчас — Турку, Финляндия), преподаватель физики, ботаники и богословия; ректор Королевской академии Або.

## Краткая биография
Георг Аланус родился в 1609 году на Аландских островах в шведскоязычной семье викария (мать Георга также была из семьи викария).
Высшее образование получил в Уппсальском университете; в 1635 году ему было присвоено звание магистра философии, в своей магистерской диссертации Аланус рассматривал психологические проблемы.
Свою карьеру Аланус начал в 1637 году, он стал преподавать математику в школе в Або. Когда в 1640 году была организована Королевская академия Або, Георг Аланус стал одним из двух уроженцев Финляндии (в нынешних границах), которые получили звание профессора Академии. С 1640 по 1649 год Аланус занимал должность профессора естествознания, при этом был первым, кто читал в Финляндии лекции по физике и ботанике.
В 1647—1648 гг. Аланус занимал должность ректора Королевской академии Або.
С 1648 года до самой своей смерти в 1664 году Аланус занимал должность профессора богословия.
Аланус также занимался астрономией; известно, что он выступал против гелиоцентрической системы мироздания Николая Коперника.
Георг Аланус также занимал должность настоятеля собора в Або.

## Семья
В 1640 году Аланус женился на дочери бургомистра города Нючёпинг. У них родилось девять детей.